# Груба акула карибська
Груба акула карибська (Oxynotus caribbaeus) — акула з роду Груба акула родини Грубі акули. Інша назва «карибська акула-центрина».

## Опис
Загальна довжина досягає 49-50 см. Голова коротка, широка. Морда тупа. Ніздрі широкі, розташовані ближче до кінця морди. Очі помірно великі, овальні. За ними розташовані невеликі, круглі бризкальця. Зубів на обох щелепах по 12 рядків. На верхній щелепі зуби шилоподібної форми, на нижній — гострі, трикутної форми. У неї 5 пар зябрових щілин. Тулуб гладкий, трикутний у поперечному розрізі. Шкіряна луска груба, велика. Має 2 високих спинних плавця з шипами-колючками. У них вузька верхівка та сильно увігнутий задній край. Передній край переднього плавця має нахил уперед, його початок збігається з початком грудних плавців. Задній спинний плавець більше за черевні плавці. Хвіст помірно довгий. Хвостовий плавець гетероцеркальний. Анальний плавець відсутній.
Забарвлення сіро-коричневе. На голові, середній частині тіла, хвості присутні темні плями. В області черева є темна сідлоподібна або кільцеподібна широка смуга.

## Спосіб життя
Тримається на глибині 400–500 м. Зустрічається на континентальному шельфі та континентальних схилах. Це бентофаг. Живиться дрібною костистою рибою, креветками, головоногими молюсками, морськими черв'яками.
Це яйцеживородна акула.
Рідко використовується у копченому, соленому вигляді, для виготовлення рибного борошна, з печінки, багатої на сквален, виробляється масло.

## Розповсюдження
Мешкає в акваторії Мексиканської затоки до Багамських островів, біля узбережжя півострова Юкатан, узбережжя Нікарагуа і Венесуели.